# クラウディオ・ベッルッチ
クラウディオ・ベッルッチ（Claudio Bellucci,1975年5月31日- ）は、イタリア・ローマ出身の元サッカー選手、現サッカー指導者。現役時代のポジションはFWで、高い決定力を誇り、クロスも供給していた。

## 経歴
UCサンプドリアにてデビューした。SSCヴェネツィア、SSCナポリを経て、ボローニャFCでは前線の核に君臨する。ボローニャが2005年にセリエBへ降格した後も奮闘し、得点ランク2位を2年連続で記録した。2007年にサンプドリアに復帰すると12得点を記録した。2010年1月、リヴォルノへレンタル移籍。
さらに、9月にはモデナFCへ移籍したが、2010-11シーズン終了後に現役を引退し、指導者への道へ進んだ。
2017-18シーズンよりセリエCのACアレッツォに招聘され初めてトップチームの指揮を執ったが、2017年9月17日に成績不振を理由として解任されることが発表された。
2018-19シーズンは、セリエCのアルビソーラ2010の指揮を執ったが、2019年3月4日に成績不振により解任された。

## タイトル
サンプドリア
- コッパ・イタリア : 1993-94